# Berlinergrönt
Berlinergrönt är ett grönt färgämne, framställt som biprodukt vid tillverkningen av kaliumferricyanid. Även blandningar av berlinerblått och gula färgämnen kan kallas Berlinergrönt.